# Jean Guérin (Radsportler)
Jean Guérin (* 24. Juni 1964 in Rennes) ist ein ehemaliger französischer Radrennfahrer und nationaler Meister im Radsport.

## Sportliche Laufbahn
Guérin war Straßenradsportler. 1983 gewann er das Eintagesrennen Manche–Océan, 1984 war er unter anderem im Circuit du Morbihan erfolgreich. Seine erfolgreichste Saison hatte er 1985. Er gewann das Etappenrennen Route de France vor Pascal Rouquette. Mit Jean-Luc Moreul, Loïc Le Flohic und Éric Heulot siegte er in der nationalen Meisterschaft im Mannschaftszeitfahren. Dazu kamen die Siege in den Rennen Essor Breton und Souvenir Josy Esch in Luxemburg. Im Ruban Granitier Breton und in der Tour d’Émeraude gelangen ihm jeweils Etappensiege. Die Tour d’Émeraude beendete er als Zweiter. 1989 gewann er die Rundfahrt und gewann dabei auch das Einzelzeitfahren. Guérin bestritt die UCI-Straßen-Weltmeisterschaften 1985. Er war im Mannschaftszeitfahren am Start und wurde mit dem französischen Straßenvierer 12. des Rennens. 1986 bestritt er mit der Nationalmannschaft das Milk Race. 
1986 wurde er Berufsfahrer im Radsportteam Peugeot und blieb bis 1987 als Radprofi aktiv. Danach fuhr er wieder als Amateur. 1989 gewann er die nationale Meisterschaft im Mannschaftszeitfahren erneut. 1990 gewann er diese Meisterschaft mit Camille Coualan, Stéphane Heulot und Hervé Garel.